# Finvenkismo
Finvenkismo – ideologia w ruchu esperanckim. Nazwa pochodzi od terminu fina venko (ostateczne zwycięstwo) oznaczający moment, w którym esperanto będzie używany jako język międzynarodowy na skalę światową i zostanie drugim językiem wszystkich ludzi. Finvenkisto jest osobą, która wierzy w uznanie przez państwa esperanto jako drugiego języka dla wszystkich i/lub działa w tym kierunku.

## Sposoby na osiągnięcie
Istnieją dwa główne sposoby na osiągnięcie fina venko:
- desubismo – poprzez rozprzestrzenianie języka esperanto pomiędzy ludźmi;
- desuprismo – poprzez przekonywanie polityków do adoptowania języka.

Zamenhof w 1910 wyraził swoją opinię na ten temat przed Światowym Kongresem Esperanto w Waszyngtonie:

Najprawdopodobniej nasza sprawa zostanie osiągnięta poprzez pierwszą drogę [desubismo], ponieważ do takiej sprawy, jak nasza, rządy przybędą ze swoją zgodą i pomocą dopiero wtedy, kiedy wszystko już będzie gotowe.